# Sünser Alpe

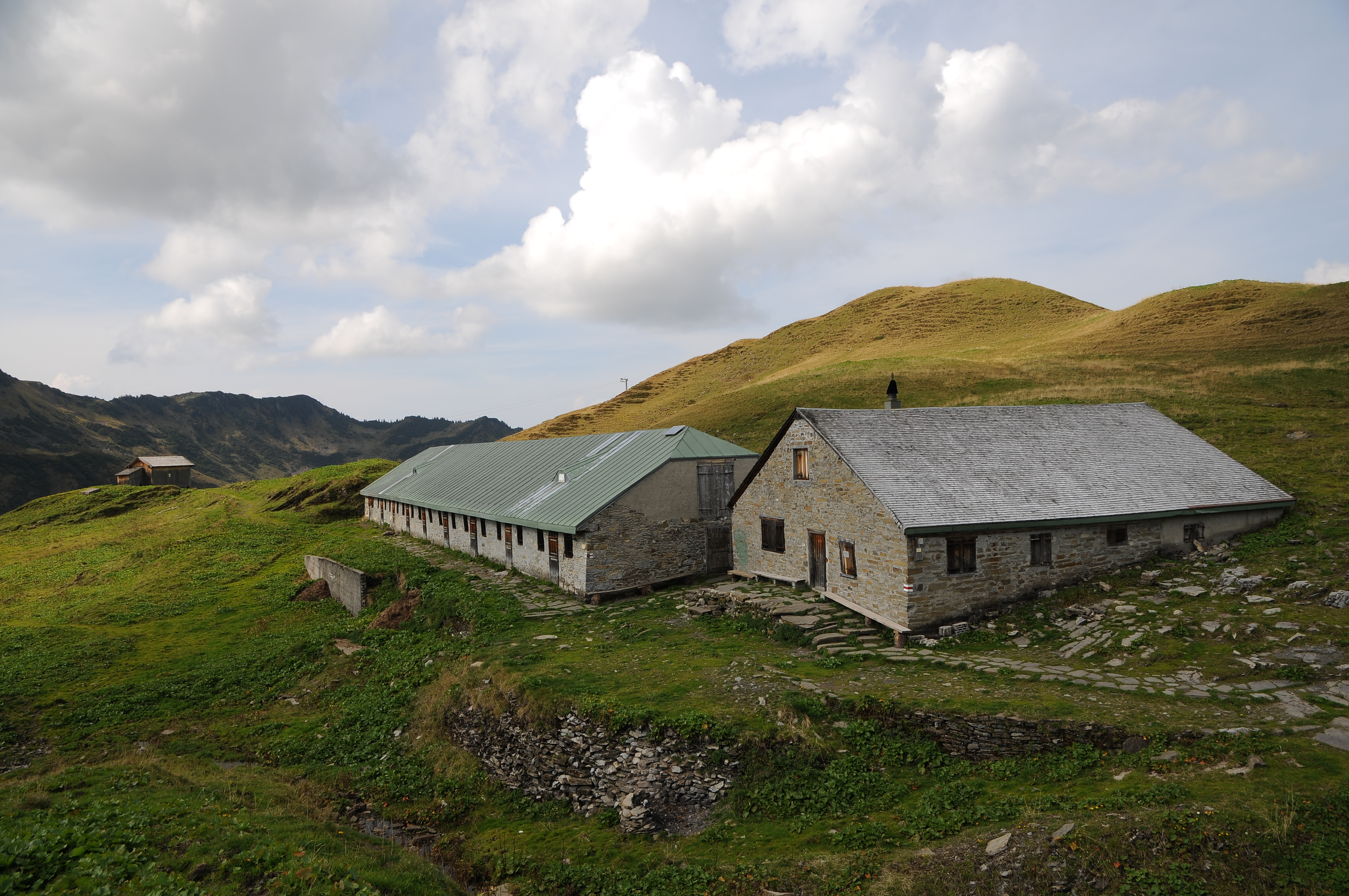
Sünser Alpe (2011), das Hauptgebäude noch mit der Holzschindeleindeckung des Daches.

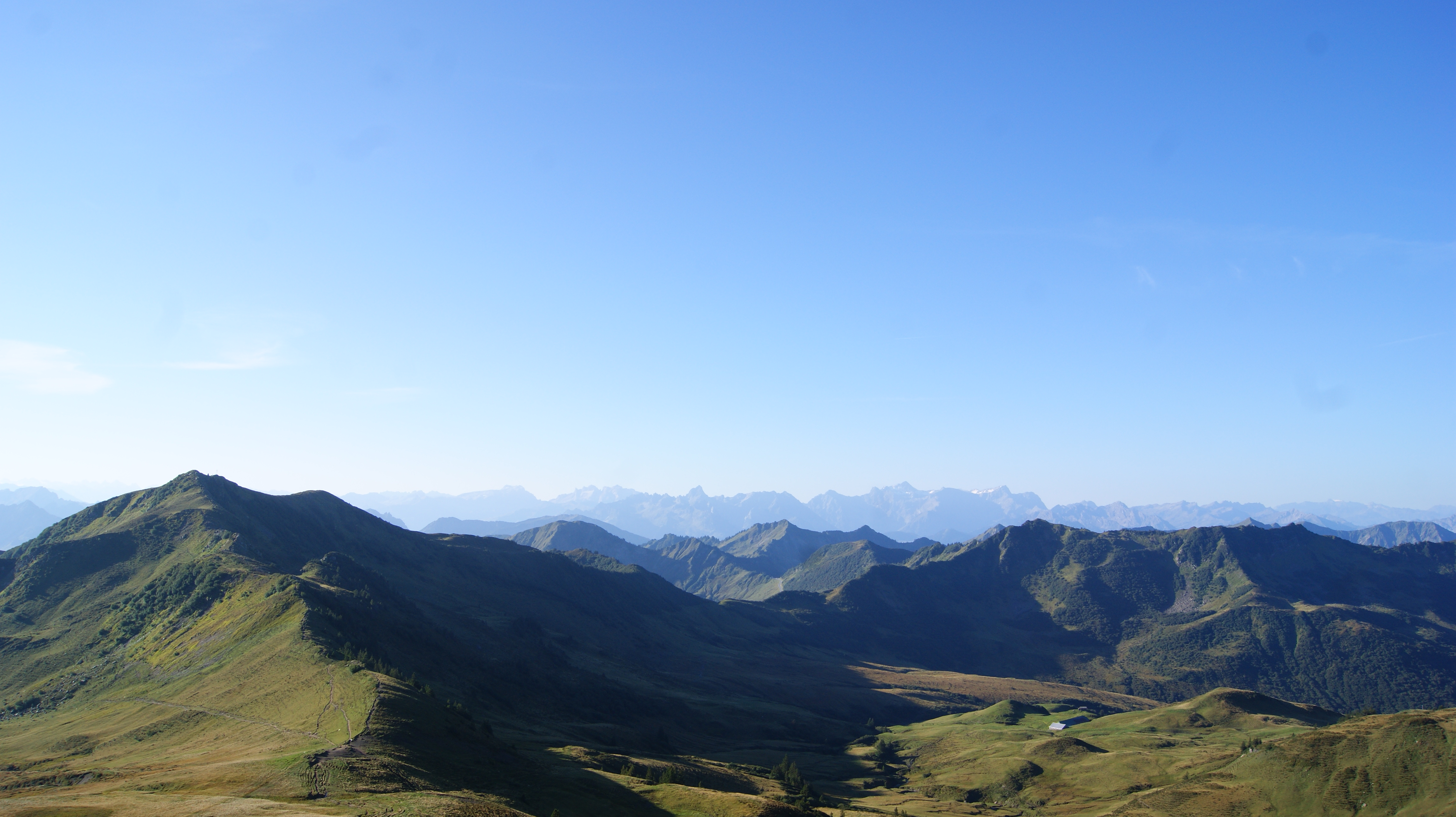
Ein Teil der Sünser Alpe aus dem Norden gesehen

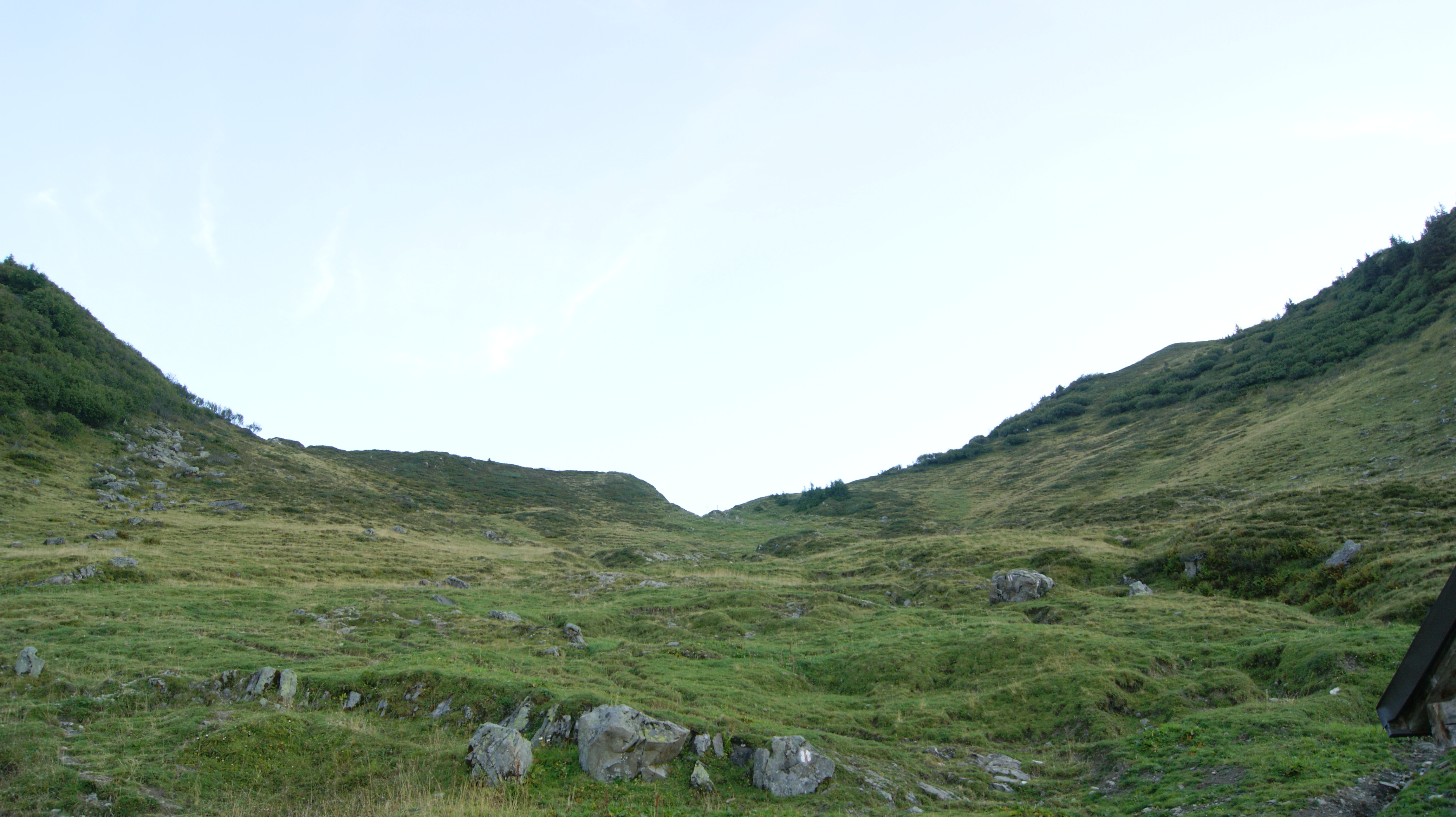
Portlafürkele oder Portlafürkili, der Übergang zur Alpe Süns und Startpunkt vieler Wanderwege

Die Sünser Alpe (auch: Alpe Süns oder Sünseralpe) befindet sich auf 1764 m ü. A. und liegt auf dem Gebiet der Gemeinde Dornbirn. Es ist dies eine Alpe zur Weidung von Rindern und ein am selben Ort befindliches Flurstück. Die Alpe ist von der Furkastraße etwa 1500 m entfernt, vom Furkajoch etwa 3000 m Luftlinie. Eigentümer der Alpe ist die Agrargemeinschaft Emser Alpen. Die Alpe besteht im Wesentlichen aus zwei großen Alpgebäuden und einer Materialseilbahn. Die Bewirtschaftungszeit beginnt jährlich Ende Juni bis in die erste Septemberwoche.

## Wortbedeutung
Das Wort Süns kommt in Vorarlberg ausschließlich im Zusammenhang mit dieser Alpe und diesem Flurstück sowie den umliegenden Bergen vor. Über das Wort „Süns“ gibt es keine gesicherte Ableitung der Herkunft. Josef Zösmair leitet es von einem Personennamen (germ.) „Sunno“ ab. Er erwähnt auch den römischen Geschlechtername Sunius als mögliche Ableitung. Um 400 n.d.Zw. habe es auch einen Sunno, Herzog der Franken, gegeben und er verweist auch auf Sinzheim in Baden, welches 1261 „Sumes“- oder „Sunnesheim“ genannt worden sei und auch darauf, dass „Sinz“ ein in Vorarlberg noch in Verwendung stehender Name sei.
Der Begriff „Suniu“ (althochdeutsch für Sohn, gotisch: Sunus (Sunau)), wie es in der Urkunde des Jahres 1403 für die Alpe Süns verwendet wurde, kann aber auch auf diesen Wortstamm hindeuten.

## Geschichte
Bereits in einer St. Galler Urkunde aus dem Jahre 883 ist die Alpnutzung im Gebiet zwischen „Suniu et Caviu“, also zwischen Süns und Gävis, bezeugt.
Über die unter der Sünser Spitze liegende Alpe Süns selbst existiert eine der ältesten Alpurkunden aus der Geschichte der europäischen Alpwirtschaft. "In einer Urkunde des Jahres 1403 wurde vermerkt, dass die Alpgenossen von Süns dem Feldkircher Vogt einen Alpzins von 3 1/2 Vierteln Schmalz und 15 Käselaiben (77 Pfund Schmalz, und 135 Käse) reichen mussten, der an die Amtspersonen verteilt wurde. Im Jahre 1431 leisteten die Rechtebesitzer von Zwischenwasser, die die Alpe einige Zeit in Lehen hatten, die oben genannte Abgabe an die Toggenburger".
1700 wurde die tiefer liegende Alpe Lindenbach als Voralpe mit der Sünser Alpe zusammengelegt. 1750 wurde der schon länger bestehende Pachtvertrag mit Johann Mathis, Emsreute, um weitere sechs Jahre verlängert und erst 1779 gelöst. In einem Punkt des Vertrages war festgehalten, dass die Erhaltung der Alphütten der emsischen Herrschaft obliegt.
1803 ersteigerte die Gemeinde Hohenems die 140 Rechte an der Alpe Süns samt allen Alphütten aus der Konkursmasse der Emser Grafen um 6.100 Gulden.
1820 sollen die Alphütten vorsätzlich von einem Alpbesitzer angezündet worden sein. Nur ein Gebäude, das abseits der Hüttengesellschaft stand, blieb von den Flammen verschont.
Im Herbst 2014 wurde das bisherige, mit Holzschindeln gedeckte Dach der Sünser Alpe saniert und eine Dacheindeckung mit Chromstahl angebracht.

## Lage

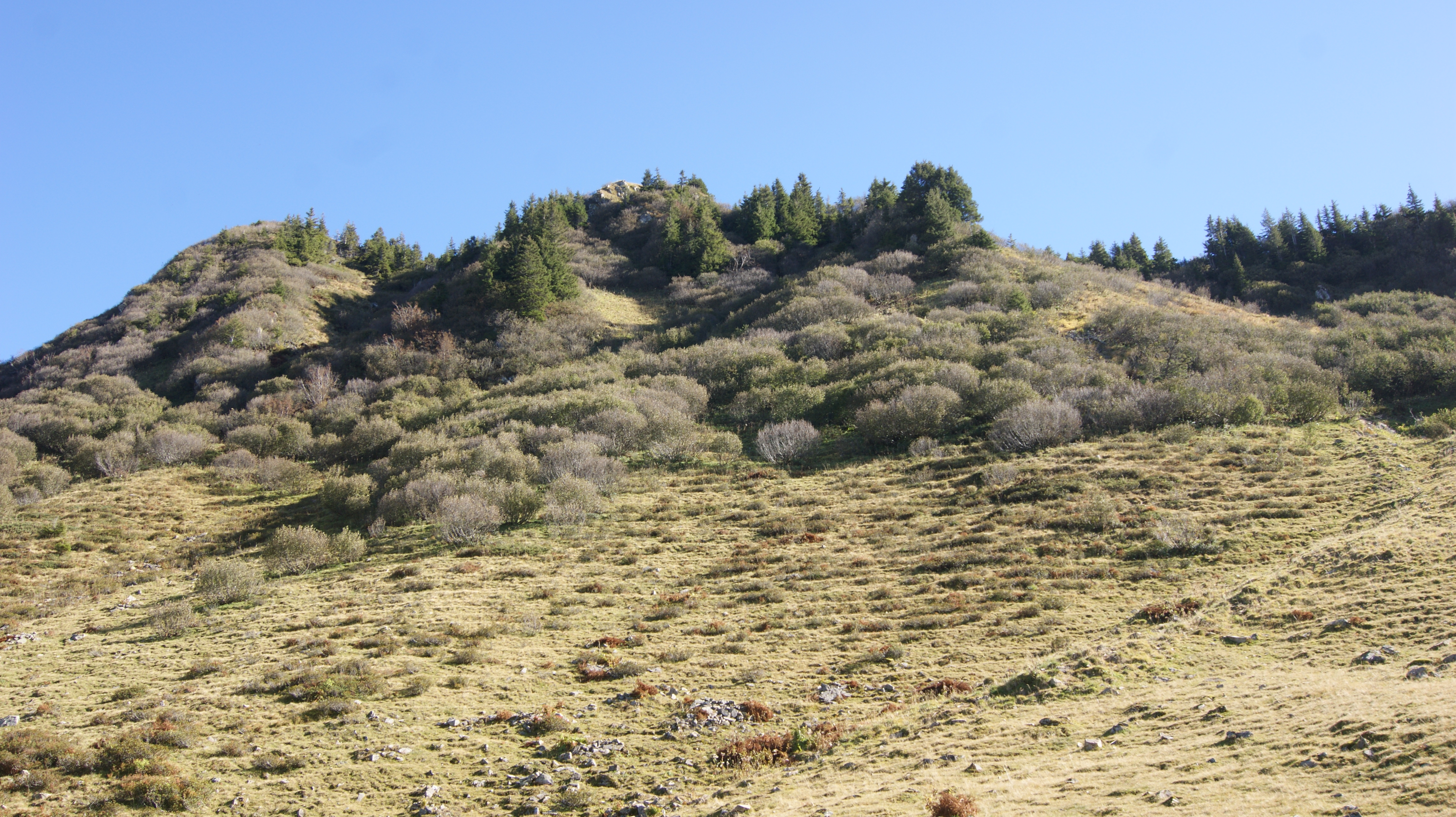
Beispiel subalpine-alpine Vegetation im Herbst auf der Sünser Alpe

Die Alpgebäude der Sünser Alpe befindet sich an der südöstlichsten Grenze des Gemeindegebiets von Dornbirn und etwa 800 m Luftlinie von der Damülser Gemeindegrenze entfernt und etwa 1750 m von der Gemeindegrenze von Mellau sowie etwa 950 m von der Gemeindegrenze von Laterns. Die Alpe liegt im Naturschutzgebiet Hohe Kugel - Hoher Freschen - Mellental.

## Materialseilbahn

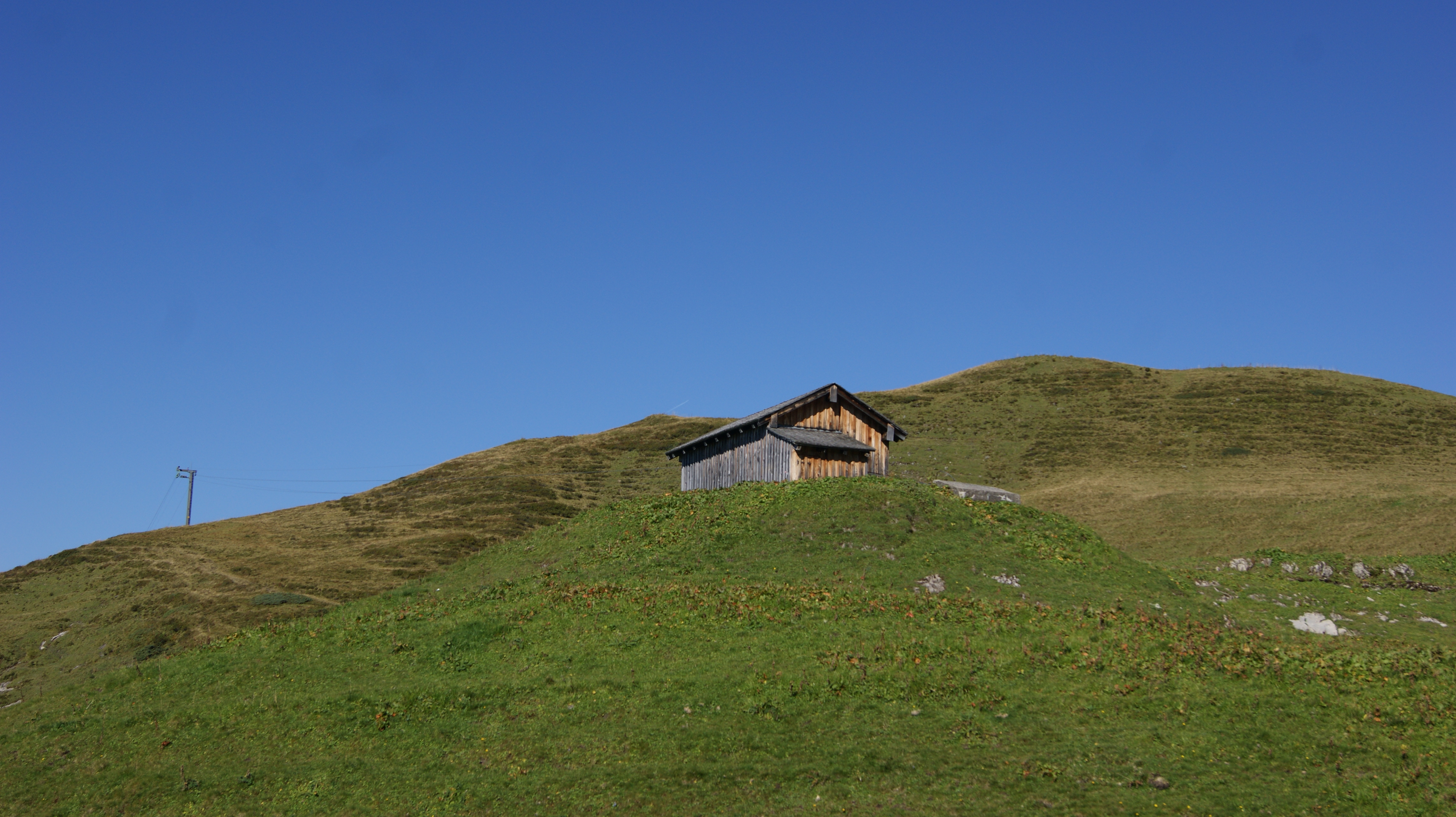
Bergstation der Materialseilbahn bei der Alpe Süns

Die Materialseilbahn wurde 1945 bis 1951 durch die Gemeinde Hohenems errichtete, als Besitzerin der Alpe Süns. Die 3.180 m lange Trasse führte ursprünglich von der Alpe Garnitza (Laterns) über die Alpen Gävis, Vordermellen und Hintermellen bis nach Süns. Die schräge Länge beträgt 1425 m, der Höhenunterschied: 315 m und die Nutzlast: 320 kg. Personenbeförderung ist nicht erlaubt.

## Tourismus
Die Sünser Alpe ist nur im Sommer bewirtschaftet und Ausgangs- und Zielpunkt für Wanderungen auf den Portlakopf (1905), das Portlahorn (2010), den Sünserkopf (2032), die Sünser Spitze (2061), Ragazer Blanken (2051, Bergstation der Sechsersesselbahn Ragaz) oder den Hochblanken (2068). Siehe auch: Damülser Berge.
Die nächstgelegene Stützpunkthütte für Wanderer ist die Portlaalpe und das Freschenhaus (1840) unter dem Hohen Freschen.

## Gewässer
Der Sünserbach entspringt nördlich der Alpe unterhalb der Sünser Spitze und hat etwa eine Länge von 3,05 km. Dieser fließt von Gewässerkilometer (GwKm) 2,72 bis 2,50 durch den Sünser See und von dort in einem großen Bogen von Norden nach Westen um die Alpgebäude herum und entwässert dabei über mehrere kleinere Zuflüsse den Talkessel. Etwa bei GwKm 12.00 fließen der Gererbach und der Sünserbach zusammen in den Mellenbach, von dort sich wieder nach Norden wendend zwischen Riesenspitze und Schafberg (Richtung Sünser Spitze) in einem weiteren großen Bogen durch das Mellental und sodann nordostwärts gerichtet in die Bregenzer Ach.
Die Quellfluren und Quellmoore im Bereich der Sünser Alpe, ein Biotopkomplex aus mehreren verstreuten Feuchtbiotopen, sind als wichtiger Lebensraum zahlreicher Tier- und Pflanzenarten besonders schutzwürdig.